# Будник, Евгений Витальевич
Евге́ний Вита́льевич Будник (укр. Євген Віталійович Буднік; род. 4 сентября 1990, Луцк) — украинский футболист, нападающий клуба «Красава».

## Биография
Воспитанник спортшколы харьковского «Арсенала». С 2009 года игрок харьковского «Металлиста». Лучший бомбардир молодёжного первенства Украины 2010/11 с 13 забитыми мячами (2 с пенальти).
В сезоне 2009/10 дебютировал в составе «Металлиста» в Кубке Украины. В чемпионате Украины дебютировал в октябре 2011 года в домашнем матче с одесским «Черноморцем». Забил единственный гол в матче (1:0).
В январе 2012 года прибыл на просмотр в полтавскую «Ворсклу», где главным тренером был Николай Павлов. В итоге он перешёл в команду до конца сезона 2011/12 на правах аренды с правом выкупа контракта. В июне 2012 года подписал с «Ворсклой» пятилетний контракт.
В январе 2014 года перешёл в чешский «Слован» из города Либерец на правах аренды с правом выкупа, будучи клиентом футбольного агента Вячеслава Заховайло. Также в «Словане» играл другой украинец — Сергей Рыбалка.
Летом 2015 года Будник поехал на просмотр в донецкий «Металлург», однако летом 2015 года «Металлург» объявил себя банкротом и вакантное место в Премьер-лиге Украины заняла днепродзержинская «Сталь». Куда и перешёл Евгений Будник на правах аренды, взяв себе 11 номер. В составе новой команды дебютировал в игре первого тура чемпионата Украины 2015/16 против киевского «Динамо», Будник вышел на 72 минуте вместо Владимира Гоменюка. «Сталь» в итоге проиграла со счётом (1:2). По окончании сезона 2015/16 вернулся в «Ворсклу».
22 июля 2016 на правах аренды перешёл в минское «Динамо». Соглашение рассчитано до конца года. Дебютировал за минчан 28 июля в матче 3 квалификационного раунда Лиги Европы против «Воеводины». Евгений вышел на 64 минуте, а на 83 сравнял счёт (1:1), в падении отправив мяч в ворота. В чемпионате Белоруссии сыграл 11 матчей и забил 3 мяча.
11 февраля 2017 года подписал контракт с австрийским клубам «Капфенберг» из второго австрийского дивизиона. В июле 2017 года перешёл в греческий «Платаниас».
В январе 2018 года перешёл из «Платаниас» в другой клуб греческой Суперлиги ПАС Ламия.
В январе 2019 года пополнил ряды эстонского гранда ФК «Левадия». Летом 2019 года покинул команду. Затем играл в Армении и Индонезии.
В феврале 2021 года перешёл на правах аренды в армянский «Урарту».

## Достижения
- Бронзовый призёр чемпионата Белоруссии: 2016
- Финалист Суперкубка Эстонии: 2019